# Mariana Gheorghe
Mariana Gheorghe (n. 1956) este prima femeie manager general al Petrom. Mariana Gheorghe a fost CEO al OMV Petrom in perioada 15 iunie 2006 - 30 aprilie 2018.
Responsabilitățile ei au inclus: Afaceri Corporative și Conformitate; Comunicare și Sustenabilitate; Juridic; Strategie, Dezvoltare Corporativă și Relația cu Investitorii; Sănătate, Siguranța Muncii, Securitate și Mediu; Resurse Umane; Achiziții Operaționale; Afaceri Publice Corporative și de Reglementare.

## Biografie

### Educație
Mariana Gheorghe a absolvit Facultatea de Relații Internaționale la Academia de Studii Economice București în 1979, Facultatea de Drept, Universitatea București în 1989 și Programul de Finanțe Corporative la London Business School în 1995.

### Experiența profesională
Și-a început cariera în 1979, deținând diverse funcții în cadrul a două companii românești, Policolor și Chimica / Romferchim până în 1991. Între 1991 și 1993, Mariana Gheorghe a lucrat pentru Ministerul Finanțelor din România, unde a deținut funcția de Director General Adjunct, Departamentul de Finanțe Internaționale. Începând cu 1993 a lucrat pentru Banca Europeană pentru Reconstrucție și Dezvoltare, mai întâi ca Bancher Asociat, Bancher Principal și mai apoi Bancher Senior pentru Europa de Sud-Est, Regiunea Caspică și Caucaz. După privatizarea Petrom în 2004, Mariana Gheorghe a devenit Membră a Consiliului de Administrație al Petrom ca reprezentant BERD, până la data de 15 iunie 2006, când a fost numită Director General Executiv al Petrom. Din 17 aprilie 2007 deține și poziția de Președinte al Directoratului Petrom, în urma adoptării de către Petrom a unui sistem dualist de guvernanță.

### Premii
- Este primul executiv român și singurul manager din Europa de Sud-Est care a intrat în clasamentul celor mai puternice femei din lumea internațională a afacerilor, pe locul 27, în topul alcătuit de revista Fortune[1].
- A fost numită "CEO-ul anului" 2012 de către revista The Marketer.
- În clasamentul Top Femei de Succes alcătuit de revista Unica, a fost numită pe locul 1.
- A fost numită "Cel mai important CEO" de Business Magazine în 2 ani consecutiv (2010 și 2011).
- A fost numită "Cea mai influentă femeie din România" în 2012 și 2013 de publicația Forbes România[2].
- S-a clasat pe locul 1 în clasamentul Business Leader of the Year, alcătuit de revista Business Review în 2013.
- A primit distincția de Doctor Honoris Causa Beneficiorum Publicorum[3], acordată de Universitatea de Vest din Timișoara, la inițiativa Facultății de Economie și Adiministrare a Afacerilor, în 2014.
- S-a clasat pe locul 5 în Topul celor mai influente femei din România, alcătuit de Forbes România[4] în 2014.

### Prezență în organizații
- Membru în Consiliul Director al Consiliului Investitorilor Străini (FIC) din România începând cu luna mai 2012. A fost președinte al FIC în anii 2010 și 2011.

Consiliul Investitorilor Străini (FIC) reunește 123 de companii multinaționale, reprezentate la nivel de președinți și directori executivi. De la înființarea sa, Consiliul Investitorilor Străini a reprezentat o prezență constantă în dialogul privind creșterea economică, atragerea de investiții și dezvoltarea mediului de afaceri.
- Președinte al Institutului pentru Guvernanță Corporativă (IGC).
- Vice-Președinte Institutul Aspen România.
- Membru în World Energy Council (WEC).
- Membru în Asociația Română a Clubului de la Roma (ARCoR).

### Interviuri
- Mariana Gheorghe, bancherul din culisele gigantului Petrom, 12 februarie 2007, Claudiu Vrînceanu, Wall Street
- MARIANA GHEORGHE - "Vestile bune nu vin noaptea..." Arhivat în 2 februarie 2014, la Wayback Machine., 11 decembrie 2007, Rodica Nicolae, Cariere Online
- Viața de la înălțimea celei mai mari companii din România[nefuncțională]
, 8 martie 2010, Raluca Barbuneanu, Capital
- Mariana Gheorghe: „Situația e serioasă, trebuie acționat acum!“ Arhivat în 15 octombrie 2010, la Wayback Machine., 11 octombrie 2010, Ovidiu Nahoi, Ion M. Ioniță, Adevărul
- Interviu Mariana Gheorghe, 18 martie 2012, Business 24
- 13 global newcomers, 21 septembrie 2012, Rupali Arora, Money
- Mariana Gheorghe a fost doi ani la rând cel mai admirat CEO din România. Unde se află acum?, 20 noiembrie 2012, Răzvan Mureșan, Business Magazin
- Mariana Gheorghe: O fiscalitate mare poate duce la investiții mai mici pe termen mediu și lung Arhivat în 5 iulie 2013, la Archive.is, 21 februarie 2013, Hotnews
- Mariana Gheorghe: Stimularea investițiilor și scăderea CAS-ului, esențiale pentru creșterea economică Arhivat în 17 octombrie 2013, la Wayback Machine., 23 mai 2013, Moise Guran, Știrile TVR